# クレイヴン (DD-382)
|          |                                                     |
| 艦歴     |                                                     |
| 発注     |                                                     |
| 起工     | 1935年6月2日                                        |
| 進水     | 1937年2月25日                                       |
| 就役     | 1937年9月2日                                        |
| 退役     | 1946年4月19日                                       |
| その後   | 1947年10月2日に売却                                 |
| 性能諸元 |                                                     |
| 排水量   | 1,590トン、2,219トン（満載）                        |
| 全長     | 340 ft 10 in (103.9 m)                              |
| 全幅     | 35 ft 10 in (10.9 m)                                |
| 吃水     | 12 ft 9 in (3.9 m)                                  |
| 機関     | ギアードタービン、2軸推進、50,000 shp               |
| 最大速   | 38.5ノット                                          |
| 乗員     | 158名                                               |
| 兵装     | 38口径5インチ砲4門 50口径機銃4基 21インチ魚雷発射管 |

クレイヴン (USS Craven, DD-382) は、アメリカ海軍のグリッドレイ級駆逐艦。艦名はチュニス・オーガスタス・マクドノウ・クレイヴン中佐にちなむ。その名を持つ艦としては3隻目。

## 艦歴
マサチューセッツ州クインシーにあるベスレヘム造船フォアリバー造船所にて起工、1937年2月25日に進水し、1937年9月2日にW.O.ベイリー少佐指揮の下就役した。
カリブ海と東海岸に沿って訓練し、ロードアイランド州のニューポートで魚雷発射のテストを行った後、クレイヴンは1938年8月16日にバージニア州ノーフォークを出発し、カリフォルニア州サンディエゴの艦隊に加わった。1939年1月4日から7月17日までカリブ海から東海岸を航行したが、それ以外は西海岸沖で行動した。1940年4月1日から真珠湾を拠点として艦隊演習に参加し、空母の対潜水艦護衛を務めた。
1941年12月7日、日本海軍による真珠湾攻撃の際、クレイヴンはエンタープライズの艦隊に所属し、ウェーク島から真珠湾に向かって航行していた。その後12月15日の給油中に重巡洋艦ノーザンプトンと衝突し損傷を負い、12月19日の荒天による損害と相まって、真珠湾への帰投を余儀なくされた。 
クレイヴンは1942年2月1日のマーシャル及びギルバート諸島への攻撃、2月24日のウェーク島の攻撃に加わった。西海岸でのオーバーホールの後、4月8日にクレイヴンは護送船団の任務と西海岸の作戦に戻った。
クレイヴンは1942年11月12日に真珠湾から出航し、ガダルカナル島の戦いに加わり、その後9か月に渡って島への輸送を護衛した。1943年8月6日と7日、ベラ湾夜戦に加わり、日本の駆逐艦である江風、萩風、荒を沈め、巡洋艦に損害を与えた。
クレイヴンは1943年9月23日にカリフォルニア州サンフランシスコに向けてエファテ島を出発し、オーバーホールを行った。真珠湾に戻ったクレイヴンは、1944年1月19日、マーシャル諸島への攻撃を行う第58任務部隊の空母を護衛するために出撃した。更に、クレイヴンはマジュロの基地を出港し、パラオ大空襲に参加した空母を護衛し、ホーランジアの戦いを支援した。そして4月までウルシー環礁、サタワン環礁、ポンペイ島を攻撃した。5月の真珠湾への航海の後、クレイブンはマリアナ諸島攻撃のために第5艦隊に加わり、グアム島、サイパン、ロタ島攻撃の支援及び小笠原諸島を攻撃する空母を護衛し、6月19日と20日のフィリピンの戦いにおいても空母を護衛した。クレイヴンは、7月、8月、9月の小笠原諸島、グアム島、ヤップ島、パラオで行われた空爆において、空母の護衛に従事した。 
1944年10月11日に真珠湾に戻ると、クレイヴンはオーバーホールと訓練を受け、1945年1月2日に真珠湾を出航した。1月26日にニューヨークに到着し、東海岸で演習と対潜水艦哨戒にあたり、5月2日にイギリスのサウサンプトンに向けて航行、船団を護衛し5月29日にニューヨークに帰港した。クレイヴンは6月22日、メイン州ポートランドを出航し、米国大臣をタンジェに送り届け、オランに向かった。クレイヴンは地中海にて護衛、訓練、輸送の任務に就き、1946年3月16日にニューヨークに戻った。

## その後
1946年4月19日に退役、1947年10月20日に売却された。 

## 従軍星章
クレイヴンは第二次世界大戦中の功績により9個の従軍星章を受章した。